# Shemar Jean-Charles
Shemar Samson Jean-Charles (* 20. Juni 1998 in Miramar, Florida) ist ein US-amerikanischer American-Football-Spieler auf der Position des Cornerbacks, der derzeit bei den Seattle Seahawks in der National Football League (NFL) unter Vertrag steht und zuvor für die New Orleans Saints aktiv war. Er spielte College Football an der Appalachian State University und wurde im NFL Draft 2021 von den Green Bay Packers ausgewählt.

## College
Jean-Charles spielte von 2017 bis 2020 College Football an der Appalachian State. In seiner letzten Saison 2020 wurde er zum Second-Team All-American und in das Second-Team der Sun Belt Conference gewählt.

## NFL-Karriere

### Green Bay Packers
Jean-Charles wurde im NFL Draft 2021 in der fünften Runde von den Green Bay Packers mit dem 178. Pick ausgewählt. Er unterschrieb seinen Rookie-Vertrag am 14. Mai 2021. Jean-Charles verbrachte zwei Spielzeiten bei den Packers, wurde jedoch am 29. August 2023 entlassen.

### San Francisco 49ers
Am 31. August 2023 unterschrieb Jean-Charles einen Vertrag im Practice Squad der San Francisco 49ers. Am 11. November 2023 wurde er in den aktiven Kader befördert. Am 23. November 2023 wurde er von den 49ers entlassen.

### New Orleans Saints
Am 29. November 2023 wurde Jean-Charles in das Practice Squad der New Orleans Saints aufgenommen. Am 4. Januar 2024 wurde er in den aktiven Kader der Saints befördert. Am 27. August 2024 wurde Jean-Charles im Rahmen der Kaderkürzungen nach der Preseason entlassen. Am 11. September 2024 wurde er erneut in das Practice Squad der Saints aufgenommen, jedoch am 15. Oktober 2024 entlassen. Am 2. November 2024 nahmen  die Saints ihn wieder für ihren aktiven 53-Mann-Kader unter Vertrag.

### Seattle Seahawks
Am 19. März 2025 gaben die Seattle Seahawks die Verpflichtung von Shemar Jean-Charles bekannt, sowohl als Ergänzung für ihr Backfield als auch für die Special Teams.

## NFL-Statistiken

### Regular Season
| Jahr     | Team                | Spiele | Spiele | Tackles | Tackles | Tackles | Tackles | Interceptions | Interceptions | Interceptions | Interceptions | Interceptions | Interceptions | Fumbles | Fumbles | Fumbles | Fumbles |
| Jahr     | Team                | GP     | GS     | Komb.   | Solo    | Ast.    | Sack    | Int           | Yds           | Avg           | Lng           | TD            | PD            | FF      | FR      | Yds     | TD      |
| -------- | ------------------- | ------ | ------ | ------- | ------- | ------- | ------- | ------------- | ------------- | ------------- | ------------- | ------------- | ------------- | ------- | ------- | ------- | ------- |
| 2021     | Green Bay Packers   | 14     | 0      | 8       | 5       | 3       | 0,0     | 0             | 0             | 0             | 0             | 0             | 0             | 0       | 0       | 0       | 0       |
| 2022     | Green Bay Packers   | 6      | 0      | 3       | 2       | 1       | 0,0     | 0             | 0             | 0             | 0             | 0             | 0             | 0       | 0       | 0       | 0       |
| 2023     | San Francisco 49ers | 5      | 0      | 4       | 3       | 1       | 0,0     | 0             | 0             | 0             | 0             | 0             | 0             | 0       | 0       | 0       | 0       |
| 2023     | New Orleans Saints  | 3      | 0      | 0       | 0       | 0       | 0,0     | 0             | 0             | 0             | 0             | 0             | 0             | 0       | 0       | 0       | 0       |
| 2024     | New Orleans Saints  | 9      | 2      | 14      | 6       | 8       | 0,0     | 0             | 0             | 0             | 0             | 0             | 2             | 0       | 0       | 0       | 0       |
| Karriere | Karriere            | 37     | 2      | 29      | 16      | 13      | 0,0     | 0             | 0             | 0             | 0             | 0             | 2             | 0       | 0       | 0       | 0       |